# 木津川市立木津中学校
木津川市立木津中学校（きづがわしりつ きづちゅうがっこう）は、京都府木津川市相楽高下にある公立中学校。

## 沿革
- 1947年（昭和22年）5月3日 - 木津小学校敷地の一部を借用し、木津町立木津中学校として開校。
- 1951年（昭和26年）4月1日 - 木津町が相楽村を編入したことにより、旧村域を校区に含める。
- 1952年（昭和27年）6月30日 - 現位置に本館竣工、移転。
- 1986年（昭和61年）4月1日 - 木津第二中学校を分離。
- 2007年（平成19年）3月12日 - 木津町が加茂町、山城町と合併し木津川市が発足したことにより、木津川市立木津中学校に改称。
- 2008年（平成20年）4月1日 - 木津川台校区が木津第二中学校に校区変更。
- 2011年（平成23年）4月5日 - 木津南中学校を分離。
- 2014年（平成26年）3月12日 - 新校舎棟・体育館・グランド完成。
- 2023年（令和5年）4月 - 城山台校区の一部が木津南中学校に校区変更。

## 部活動
体育系
- 野球部
- サッカー部
- 陸上競技部
- 剣道部
- 男子バスケットボール部
- 女子バスケットボール部
- 女子バレーボール部
- 男子ソフトテニス部
- 女子ソフトテニス部
- ソフトボール部
- 男子卓球部
- 女子卓球部

文化系
- 吹奏楽部
- 美術文芸部

## 通学区域
木津川市においては公立学校選択制が導入されていないため、以下の小学校区在住の場合、原則木津中学校へ通学する。
- 木津川市立木津小学校（全域）
- 木津川市立相楽小学校（全域）
- 木津川市立城山台小学校（城山台1丁目～8丁目、鹿背山、畑）

## アクセス
- 西日本旅客鉄道（JR西日本）木津駅から奈良交通またはきのつバス乗車、木津中学校前下車。
- 西日本旅客鉄道片町線（学研都市線）西木津駅から南東へ200m。

## 通学区域が隣接している学校
- 木津川市立木津南中学校
- 木津川市立泉川中学校
- 木津川市立山城中学校
- 精華町立精華中学校
- 木津川市立木津第二中学校
- 精華町立精華南中学校
- （奈良県）奈良市立平城東中学校